# 三壩廳
三壩廳，是清代四川邊陲的一個行政區，屬康安道巴安府，駐通判。又駐扎督辦川滇邊務大臣、按察使銜鑪安兵備兼分巡道。巴塘宣撫司地。其地在今之巴塘縣、理塘縣。

## 沿革
在西康省巴塘、裏塘兩土司交界地，西距巴塘二百八十里。有木橋三道，番人稱壩為橋，故名。地勢個衍，宜於稼穡。光緒三十一年改流。三十三年置巴安縣。三十四年（1908年）升府，並置三壩廳；民國改為義敦縣。
三壩廳的轄地疆域：東至麥杆多之益拉山頂接理化界，距廳治三壩橋170里；西至大朔山接巴安縣界，距廳治35里，南至定波村之卡瓦接定鄉縣界，距廳治180里，北至冷卡石村之辟楂山接白玉縣界，距廳治240里。東西距200餘里，南北長400餘里。總面積17642平方里（合4406平方公里）。
光緒三十四年（1908年）義敦設三壩廳，在慶甘多的月拉山頂與裏化廳交界，山東為里化，山西為三壩。義敦向為里塘土司轄地。光緒三十一年（1905年）巴塘「鳳全之亂」後，於翌年實行改土歸流，東劃毛埡、曲登，北並冷卡石為三壩廳，隸屬巴安府。民國二十八年（1939年）設義敦縣時，因曲登與冷卡石有宿怨，致毛埡土司也不願與冷卡石土司為伍；曲登、毛埡名義上歸義敦縣管轄，卻仍在理化縣上稅支差，國民政府亦聽之任之。1978年7月撤銷義敦縣後，將熱柯區的喇嘛埡、章納、格則三個鄉劃歸理塘縣。